# 胡曰勝
胡曰勝（越南语：／，1918年—1998年），越南乂安省人，越南共產黨黨員、政治人物，主管農業工作。1948年至1949年期間擔任乂安省、清化省省委書記。曾擔任土地改革執行主任、農業委員會副主席。1979年被任命為糧食部部長。由於1981年該部被拆分為糧食部和食品工業部，胡曰勝繼續擔任國家計劃委員會副主任至1988年退休。